# Jorge Rodríguez-Novelo
Jorge Humberto Rodríguez-Novelo (n. Mérida, Yucatán, México, 22 de marzo de 1955) es un obispo católico, filósofo, teólogo y mariólogo mexicano.

## Biografía
Nacido en la ciudad mexicana de Mérida (situada en el Estado de Yucatán), el día 22 de marzo de 1955.
Él en 1974, al descubrir su vocación religiosa, se unió a la Congregación de los Legionarios de Cristo (LC).
Hizo sus votos religiosos el 29 de abril de 1982 y finalmente el 24 de diciembre de 1987 fue ordenado sacerdote por el cardenal  Jean Jérôme Hamer.
Nada más ser ordenado, se trasladó hacia Roma (Italia) y allí se diplomó en Mariología por la Pontificia Facultad Teológica "Marianum" y también se licenció en Filosofía y Teología por la Pontificia Universidad Gregoriana.
Luego en 1994 al terminar sus estudios universitarios, fue designado como Vicerrector del Pontificio Ateneo Regina Apostolorum.
Seguidamente en 1999, decidió abandonar la congregación de los Legionarios de Cristo y por invitación del Arzobispo "Monseñor" Charles Joseph Chaput, se mudó a los Estados Unidos, donde fue incardinado en la Arquidiócesis de Denver.
En Denver empezó a enseñar como profesor del seminario diocesano y en 2006 pasó a enseñar en el recién construido seminario "Saint John Vianney Theological Seminary", del cual acabó siendo Vicerrector desde 2007 hasta 2014.
El 25 de agosto de 2016 fue nombrado por Su Santidad el Papa Francisco, como nuevo obispo titular de la antigua Sede de Azura y nuevo obispo auxiliar de Denver.
Además de su escudo, eligió como lema, la frase: "Misericordia Eius In Progenies Et Progenies" - (en latín).
Recibió la consagración episcopal el día 4 de noviembre del mismo año, a manos del arzobispo metropolitano Samuel Joseph Aquila actuando como consagrante principal. Y como co-consagrantes tuvo al cardenal-arzobispo eEmérito de Denver James Stafford y al arzobispo metropolitano de Los Ángeles José Horacio Gómez.